# (1570) Brunonia
(1570) Brunonia es un asteroide perteneciente al cinturón de asteroides descubierto por Sylvain Julien Victor Arend desde el Real Observatorio de Bélgica, Uccle, el 9 de octubre de 1948.

## Designación y nombre
Brunonia se designó inicialmente como 1948 TX.
Más tarde fue nombrado así por la universidad Brown de Providence, Estados Unidos.

## Características orbitales
Brunonia está situado a una distancia media de 2,845 ua del Sol, pudiendo alejarse hasta 3,005 ua. Tiene una inclinación orbital de 1,666° y una excentricidad de 0,05642. Emplea 1752 días en completar una órbita alrededor del Sol.